# Alan Garner

“Tive que voltar [às formas familiares de fazer as coisas], usando habilidades que haviam sido negadas aos meus antepassados; mas eu não tinha nada que eles pudessem chamar de valioso. Minha habilidade estava na linguagem e nos idiomas. Eu tinha que usar isso de alguma forma. E escrever era um ofício manual. Mas o que eu sabia sobre o que poderia escrever? Eu conhecia a terra”.

Alan Garner, 2010
Alan Garner OBE FRSL (nascido em 17 de outubro de 1934) é um romancista inglês mais conhecido por seus romances de fantasia para crianças e suas releituras de contos folclóricos britânicos tradicionais. Grande parte de sua obra está enraizada na paisagem, na história e no folclore de seu condado natal de Cheshire, no noroeste da Inglaterra, sendo ambientada na região e fazendo uso do dialeto nativo de Cheshire.
Nascido em Congleton, Garner cresceu nos arredores da cidade vizinha de Alderley Edge e passou grande parte de sua juventude na área arborizada conhecida localmente como “The Edge”, onde começou a se interessar pelo folclore da região. Estudou na Manchester Grammar School e, depois, brevemente na Universidade de Oxford. Em 1957, mudou-se para o vilarejo de Blackden, onde comprou e reformou um edifício do período moderno (por volta de 1590) conhecido como Toad Hall. Seu primeiro romance, The Weirdstone of Brisingamen, foi publicado em 1960. Um romance de fantasia infantil ambientado em Alderley Edge, que incorporou elementos do folclore local em seu enredo e personagens. Garner escreveu uma continuação, The Moon of Gomrath (1963), e um terceiro livro, Boneland (2012). Ele escreveu vários romances de fantasia, incluindo Elidor (1965), The Owl Service (1967) e Red Shift (1973).
Afastando-se da fantasia como gênero, Garner produziu The Stone Book Quartet (1979), uma série de quatro romances curtos que detalham um dia na vida de quatro gerações de sua família. Ele também publicou uma série de contos populares britânicos que havia reescrito em uma série de livros intitulados Alan Garner's Fairy Tales of Gold (1979), Alan Garner's Book of British Fairy Tales (1984) e A Bag of Moonshine (1986). Em seus romances posteriores, Strandloper (1996) e Thursbitch (2003), ele continuou a escrever contos que giravam em torno de Cheshire, embora sem os elementos de fantasia que caracterizaram seu trabalho anterior.

## Biografia

### Início da vida: 1934-1956
Garner nasceu na sala da casa de sua avó em Congleton, Cheshire, em 17 de outubro de 1934. Ele foi criado na cidade vizinha de Alderley Edge, um vilarejo abastado que se tornou efetivamente um subúrbio de Manchester. Sua “família da classe trabalhadora rural” estava ligada a Alderley Edge desde pelo menos o século XVI e pode ser rastreada até a morte de William Garner em 1592. Garner declarou que sua família havia transmitido “uma tradição oral genuína” envolvendo contos populares sobre The Edge, que incluía a descrição de um rei e seu exército de cavaleiros que dormiam embaixo dele, guardados por um feiticeiro. Em meados do século XIX, o tataravô de Alan, Robert, havia esculpido o rosto de um feiticeiro barbudo na face de um penhasco próximo a um poço, conhecido localmente na época como Wizard's Well.
Robert Garner e seus outros parentes eram artesãos e, de acordo com Garner, cada geração sucessiva tentava “melhorar ou fazer algo diferente da geração anterior”. O avô de Garner, Joseph Garner, “sabia ler, mas não muito e, portanto, era praticamente iletrado”. Em vez disso, ele ensinou a seu neto os contos populares que conhecia sobre The Edge. Garner comentou mais tarde que, como resultado, ele estava “ciente da magia [do The Edge]” quando criança, e ele e seus amigos brincavam lá com frequência. A história do rei e do mago que viviam sob a colina desempenhou um papel importante em sua vida, tornando-se, como ele explicou, “profundamente enraizada em minha psique” e influenciando fortemente seus romances posteriores.
Garner enfrentou várias doenças que ameaçaram sua vida na infância, o que o deixou de cama durante grande parte do tempo. Ele frequentou uma escola em um vilarejo local, onde descobriu que, apesar de ser elogiado por sua inteligência, era punido por falar em seu dialeto nativo de Cheshire; por exemplo, quando tinha seis anos, seu professor da escola primária lavou sua boca com água e sabão. Garner então conseguiu uma vaga na Manchester Grammar School, onde cursou o ensino médio; ele obteve isenção das taxas escolares. Em vez de focar seu interesse na escrita criativa, foi nessa escola que ele se destacou na corrida de velocidade. Ele costumava correr ao longo da rodovia e, mais tarde, afirmou que, ao fazê-lo, às vezes era acompanhado pelo matemático Alan Turing, que compartilhava seu fascínio pelo filme da Disney Branca de Neve e os Sete Anões. Garner foi então convocado para o serviço nacional, servindo por um tempo na Royal Artillery, em Woolwich, no sudeste de Londres.
Na escola, Garner desenvolveu um grande interesse pelo trabalho de Ésquilo e Homero, bem como pela língua grega antiga. Assim, ele decidiu se aprofundar em Estudos Clássicos no Magdalen College, em Oxford, passando nos exames de admissão em janeiro de 1953; na época, ele pensava em se tornar um acadêmico. Ele foi o primeiro membro de sua família a receber algo mais do que uma educação básica, e observou que isso o afastou de sua “formação cultural” e levou a uma espécie de cisma com outros membros de sua família, que “não conseguiam lidar comigo, e eu não conseguia lidar com eles”. Em retrospectiva, ele comentou: “Logo aprendi que não era uma boa ideia voltar para casa empolgado com verbos irregulares”. Em 1955, ele se juntou à sociedade teatral da universidade, fazendo o papel de Marco Antônio em uma apresentação de Antônio e Cleópatra, de William Shakespeare, na qual contracenou com Dudley Moore e na qual Kenneth Baker foi o diretor de palco. Em agosto de 1956, ele decidiu que desejava se dedicar à escrita de romances e decidiu abandonar sua educação universitária sem obter um diploma; ele deixou Oxford no final de 1956. No entanto, ele sentiu que o rigor acadêmico que aprendeu durante seus estudos universitários permaneceu “uma força permanente durante toda a minha vida”.

### The Weirdstone of BrisingameneThe Moon of Gomrath: 1957–1964
Aos 22 anos, Garner estava andando de bicicleta quando se deparou com uma placa pintada à mão anunciando que um chalé agrícola em Toad Hall - uma construção medieval situada em Blackden, a sete milhas de Alderley Edge - estava à venda por £510. Embora ele não pudesse pagar, uma fraternidade local lhe emprestou o dinheiro, permitindo que ele comprasse e se mudasse para o chalé em junho de 1957. No final do século XIX, Toad Hall havia sido dividido em dois chalés de trabalhadores agrícolas, mas Garner conseguiu comprar o segundo por £150 cerca de um ano depois; ele começou a derrubar as paredes divisórias e converteu as duas metades em uma única casa.

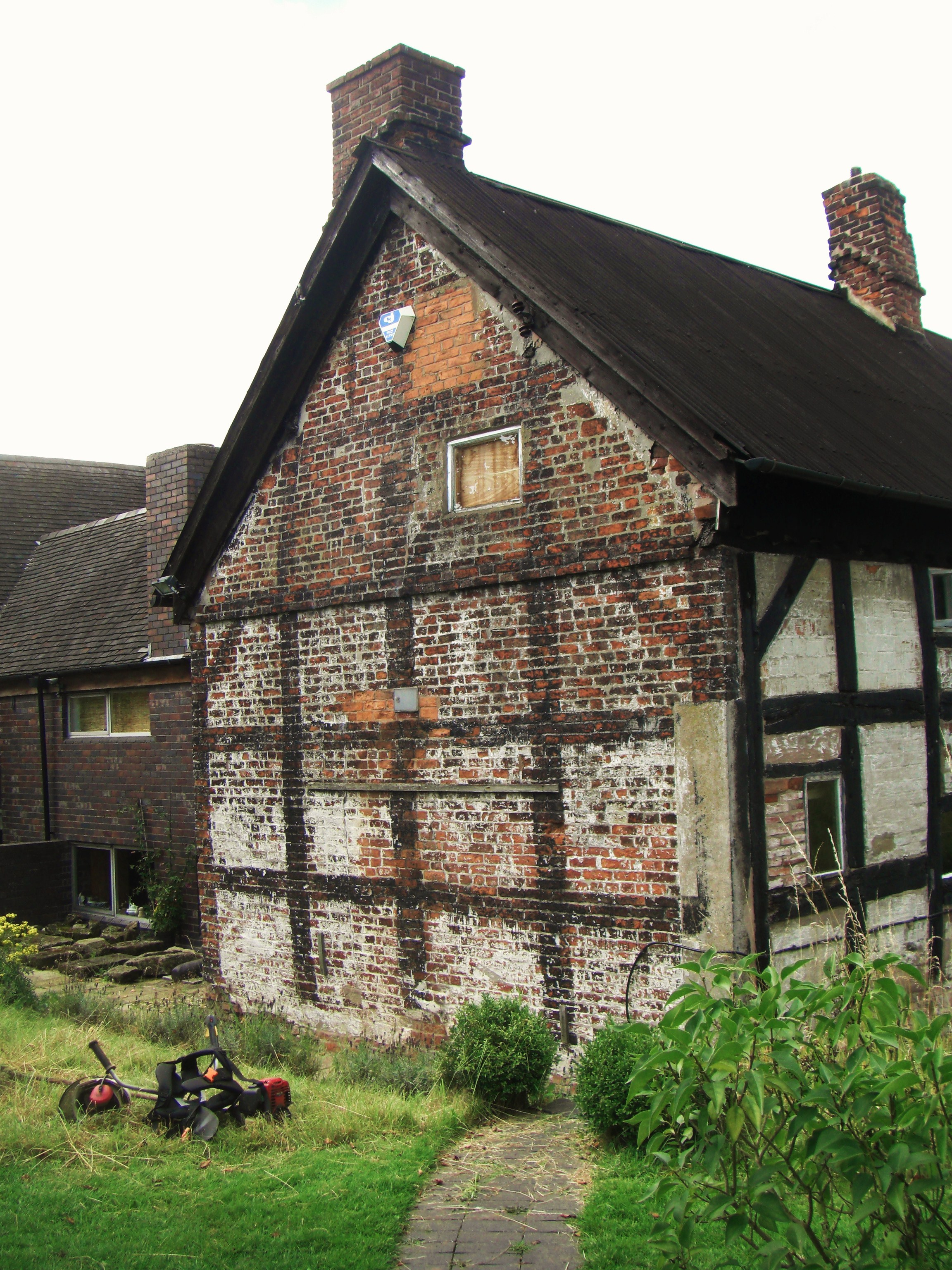
Em 1957, Garner comprou e começou a reformar o Toad Hall em Blackden, Cheshire.

Garner havia começado a escrever seu primeiro romance, The Weirdstone of Brisingamen: A Tale of Alderley, em setembro de 1956, mas foi em Toad Hall que ele terminou o livro. Ambientado em Alderley Edge, o livro gira em torno de duas crianças, Susan e Colin, que são enviadas para morar na região com a antiga babá de sua mãe, Bess, e seu marido, Gowther Mossock. Enquanto exploram a região do The Edge, eles encontram uma raça de criaturas malévolas, os elfos Dökkálfar e Ljósálfar, que habitam as minas abandonadas do The Edge e que parecem querer capturá-los. Eles são resgatados pelo mago Cadellin, que revela que as forças das trevas estão se aglomerando no The Edge em busca de um poderoso talismã mágico, a “Pedra Estranha de Brisingamen”.
Enquanto escrevia em seu tempo livre, Garner tentou conseguir um emprego como professor, mas logo desistiu, acreditando que “não poderia escrever e ensinar; as energias eram muito semelhantes”. Em vez disso, trabalhou como operário geral por quatro anos, permanecendo desempregado durante a maior parte desse período.
Garner enviou seu romance de estreia para a editora Collins, onde foi escolhido pelo diretor da empresa, Sir William Collins, que estava em busca de novos romances de fantasia após o recente sucesso comercial e de crítica de O Senhor dos Anéis (1954-55), de J. R. R. Tolkien. Garner, que se tornou amigo pessoal de Collins, relataria mais tarde que “Billy Collins viu um título com palavras engraçadas no estoque e decidiu publicá-lo”. Em seu lançamento, em 1960, The Weirdstone of Brisingamen provou ser um sucesso de crítica e comercial, sendo posteriormente descrito como ‘um tour de force da imaginação, um romance que mostrou a quase todos os escritores que vieram depois o que era possível alcançar em romances publicados ostensivamente para crianças.’ O próprio Garner, no entanto, descreveria mais tarde seu primeiro romance como ‘um livro bastante ruim’ em 1968.
Com a publicação de seu primeiro livro, Garner abandonou seu trabalho como operário e conseguiu um emprego como repórter de televisão, levando um estilo de vida “da mão para a boca” com um orçamento “apertado”. Ele também começou uma sequência de The Weirdstone of Brisingamen, que seria conhecida como The Moon of Gomrath. The Moon of Gomrath também gira em torno das aventuras de Colin e Susan, com a última sendo possuída por uma criatura malévola chamada Brollachan, que recentemente reentrou no mundo, tendo sido libertada de sua prisão subterrânea por operários. Com a ajuda do feiticeiro Cadellin, o Brollachan é exorcizado, mas a alma de Susan também deixa seu corpo, sendo enviada para outra dimensão, fazendo com que Colin precisasse encontrar uma maneira de trazê-la de volta. O crítico Neil Philip caracterizou o livro como “um avanço artístico”, mas “uma história menos satisfatória”. Em uma entrevista em 1989, Garner declarou que havia deixado espaço para um terceiro livro seguindo as aventuras de Colin e Susan, imaginando uma trilogia, mas que havia decidido não escrevê-lo, em vez disso, passou a escrever algo diferente. No entanto, Boneland, a conclusão da sequência, foi publicada tardiamente em agosto de 2012.

### Elidor,The Owl ServiceeRed Shift: 1964–1973
Em 1962, Garner começou a trabalhar em um drama radiofônico intitulado Elidor, que acabou se tornando um romance de mesmo nome. Ambientado na Manchester contemporânea, Elidor conta a história de quatro crianças que entram em uma igreja vitoriana abandonada e encontram um portal para o reino mágico de Elidor. Em Elidor, elas são encarregadas pelo Rei Malebron de ajudar a resgatar quatro tesouros que foram roubados pelas forças do mal, que estão tentando assumir o controle do reino. As crianças são bem-sucedidas e retornam a Manchester com os tesouros, mas são perseguidas pelas forças malévolas que precisam dos itens para selar sua vitória.

“Quando me voltei para a escrita, que é parcialmente intelectual em sua função, mas é principalmente intuitiva e emocional em sua execução, voltei-me para aquilo que era numinoso e emocional em mim, que era a lenda do Rei Arthur Adormecido sob a Colina. Ela representava tudo o que eu tinha de abrir mão para entender o que eu tinha de abrir mão. Assim, meus dois primeiros livros, que são muito pobres em caracterização porque, de alguma forma, eu estava entorpecido nessa área, são muito fortes em imagens e paisagens, porque a paisagem eu herdei junto com a lenda.”

Alan Garner, 1989
Antes de escrever Elidor, Garner tinha visto um conjunto de serviço de jantar que podia ser organizado de modo a criar imagens de flores ou corujas. Inspirado por esse design, ele produziu seu quarto romance, The Owl Service. A história, que foi fortemente influenciada pelo conto medieval galês de Math fab Mathonwy do Mabinogion, foi aclamada pela crítica, ganhando a Carnegie Medal e o Guardian Children's Fiction Prize. Também provocou discussões entre os críticos sobre se Garner deveria ser considerado um escritor infantil, já que esse livro em particular foi considerado igualmente adequado para o público adulto.
Garner levou seis anos para escrever seu próximo romance, Red Shift. O livro é centrado em três histórias de amor entrelaçadas, uma ambientada no presente, outra durante a Guerra Civil Inglesa e a terceira no século II d.C. Philip se referiu a ele como “um livro complexo, mas não complicado: as linhas da história e da emoção permanecem claras”. A acadêmica Maria Nikolajeva, especialista em literatura infantil, caracterizou Red Shift como “um livro difícil” para um leitor despreparado, identificando seus principais temas como “solidão e falhas na comunicação”. Por fim, ela acredita que releituras do romance fazem com que se perceba que “é uma história perfeitamente realista, com muito mais profundidade e psicologicamente mais crível do que a maioria dos chamados romances juvenis ‘realistas’”.

### Série de livrosThe Stone Booke coletâneas de folclore: 1974–1994
De 1976 a 1978, Garner publicou uma série de quatro romances, que passaram a ser conhecidos coletivamente como The Stone Book Quartet: The Stone Book, Granny Reardun, The Aimer Gate e Tom Fobble's Day. Cada um deles se concentrava em um dia na vida de uma criança da família Garner, cada uma de uma geração diferente. Em uma entrevista em 1989, Garner observou que, embora escrever The Stone Book Quartet tenha sido “exaustivo”, foi “o mais gratificante de tudo” que ele fez até aquele momento. Philip descreveu o quarteto de livros como “um domínio completo do material que ele vinha trabalhando e retrabalhando desde o início de sua carreira”. Garner dá atenção especial à linguagem e se esforça para reproduzir a cadência da língua de Cheshire no inglês moderno. Isso ele explica pelo sentimento de raiva que sentiu ao ler Sir Gawain e o Cavaleiro Verde: as notas de rodapé não teriam sido necessárias para seu pai.
Em 1981, o crítico literário Neil Philip publicou uma análise dos romances de Garner como A Fine Anger, baseada em sua tese de doutorado, produzida para a Universidade de Londres em 1980. Nesse estudo, ele observou que “The Stone Book Quartet marca um divisor de águas na carreira de Garner e oferece um momento adequado para uma avaliação de seu trabalho até o momento”.

### Strandloper,Thursbitch,Boneland,Where Shall We Run To?eTreacle Walker: 1996–presente

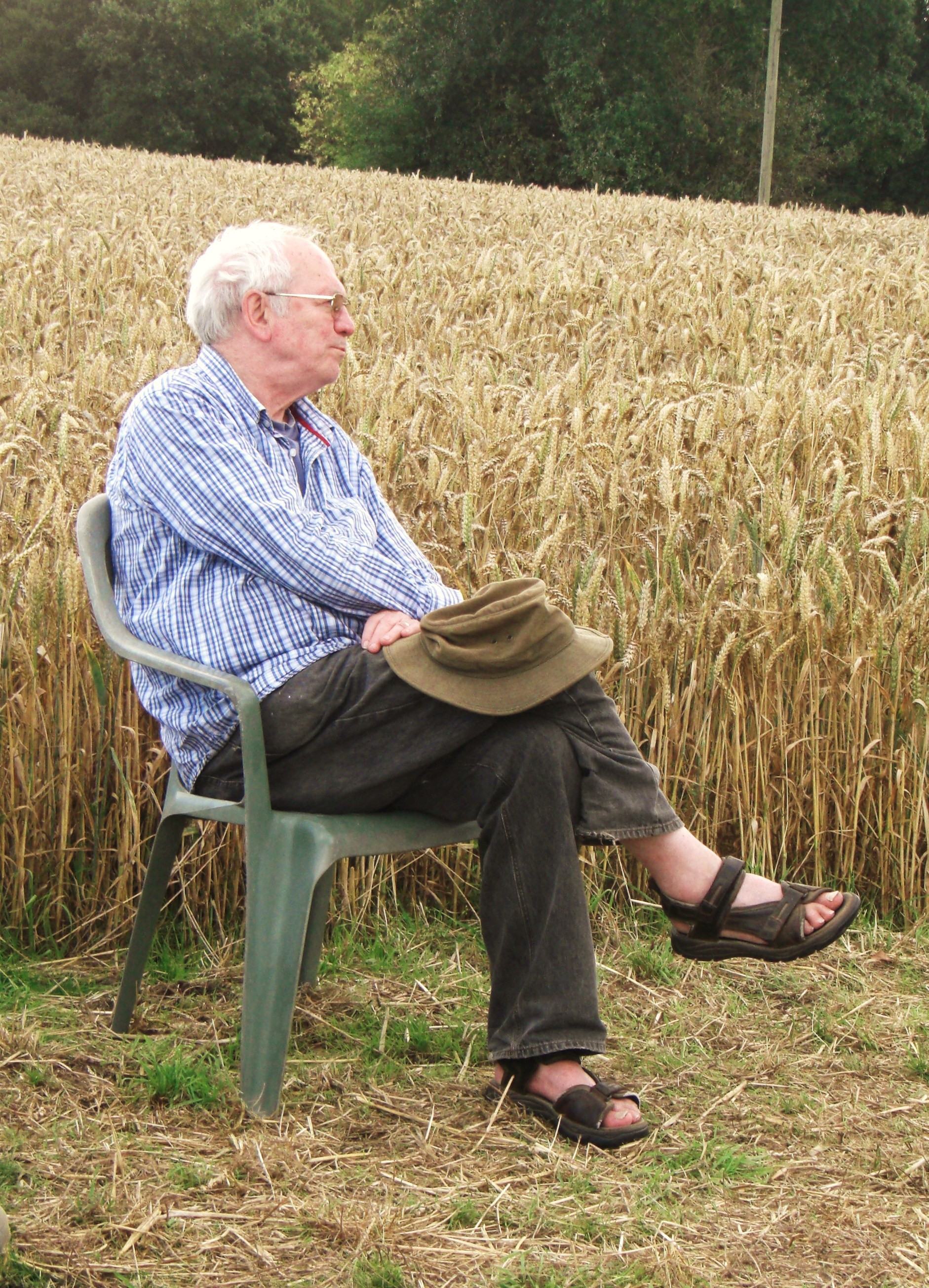
Garner em sua casa em Blackden, em 2011.

Em 1996, foi publicado o romance de Garner, Strandloper.
Em 1997, ele escreveu The Voice That Thunders, uma coletânea de redações e palestras públicas que contém muito material autobiográfico (incluindo um relato de sua vida com transtorno bipolar), bem como reflexões críticas sobre folclore e linguagem, literatura e educação, a natureza do mito e do tempo. Em The Voice That Thunders, ele revela a pressão comercial exercida sobre ele durante a seca de uma década que precedeu Strandloper para que “abandonasse a ‘literatura’ e se tornasse um escritor ‘popular’, lucrando com meu nome estabelecido ao produzir sequências e séries dos livros anteriores”. Garner temia que “fazer séries (...) tornaria estéril o trabalho existente, a vida que o produziu e provocaria minha morte artística e espiritual” e se sentia incapaz de obedecer.
O romance de Garner, Thursbitch, foi publicado em 2003.
O romance Boneland foi publicado em 2012, completando nominalmente uma trilogia iniciada cerca de 50 anos antes com The Weirdstone of Brisingamen.
Em agosto de 2018, Garner publicou seu único conjunto de memórias, Where Shall We Run To? que descreve sua infância durante a Segunda Guerra Mundial.
O romance Treacle Walker foi publicado em outubro de 2021 e indicado para a lista de finalistas do Booker Prize de 2022.

## Vida pessoal
Com sua primeira esposa, Ann Cook, teve três filhos. Em 1972, casou-se pela segunda vez, desta vez com Griselda Greaves, uma professora com quem teve dois filhos. Em uma entrevista de 2014 conduzida com Mike Pitts para a revista British Archaeology, Garner declarou que “não tenho nada a ver com o mundo literário. Evito escritores. Não gosto deles. A maioria de meus amigos pessoais mais próximos são arqueólogos profissionais".

## Estilo literário
“Tenho quatro arquivos de correspondência de leitores e, ao longo dos anos, a mensagem é clara e inabalável. Os leitores com menos de 18 anos leem o que escrevo com mais paixão, compreensão e clareza de percepção do que os adultos. Os adultos se atrapalham, afirmam que sou difícil, obscurantista, voluntarioso e, às vezes, simplesmente que estou tentando os confundir. Não estou; estou apenas tentando contar a história de forma simples... Não me propus conscientemente a escrever para crianças, mas de alguma forma me conecto com elas. Acho que isso tem algo a ver com minha psicopatologia, e não estou preparado para avaliá-la.”

Alan Garner, 1989
Embora os primeiros trabalhos de Garner sejam frequentemente rotulados como “literatura infantil”, o próprio Garner rejeita essa descrição, informando a um entrevistador que “certamente nunca escrevi para crianças”, mas que, em vez disso, ele sempre escreveu apenas para si mesmo. Neil Philip, em seu estudo crítico da obra de Garner (1981), comentou que, até aquele momento, “Tudo o que Alan Garner publicou foi destinado para crianças”, embora ele tenha continuado a relatar que “Pode ser que Garner seja um caso em que a divisão entre literatura infantil e adulta seja 'sem sentido' e que sua ficção seja, em vez disso, apreciada por qualquer tipo de pessoa, independentemente da idade". Ele disse: "Um ponto de vista adulto não me daria a capacidade de ser tão inovador em minha visão quanto o ponto de vista de uma criança, porque a criança ainda está descobrindo o universo e muitos adultos não estão".
Philip ofereceu a opinião de que a “essência de seu trabalho” era "a luta para tornar o complexo em termos simples e claros; para colocar o abstrato no concreto e comunicá-lo diretamente ao leitor”. Ele acrescentou que o trabalho de Garner é “intensamente autobiográfico, tanto de maneira óbvia quanto sutil". Destacando o uso de fontes mitológicas e folclóricas por Garner, Philip afirmou que sua obra explora “a paisagem psicológica e emocional desarticulada e conturbada do século XX por meio do simbolismo do mito e do folclore”. Ele também expressou a opinião de que “o tempo é o tema mais consistente de Garner”.

A autora e acadêmica inglesa Catherine Butler observou que Garner estava atento à “história geológica, arqueológica e cultural de seus cenários e tinha o cuidado de integrar sua ficção à realidade física além da página”. Como parte disso, Garner incluiu mapas de Alderley Edge tanto em The Weirdstone of Brisingamen quanto em The Moon of Gomrath Garner passou muito tempo investigando as áreas com as quais lida em seus livros; escrevendo no The Times Literary Supplement em 1968, Garner comentou que, ao se preparar para escrever seu livro Elidor:
Tive que ler extensivamente livros didáticos sobre física, simbolismo celta, unicórnios, marcas d'água medievais, arqueologia megalítica; estudar os escritos de Jung; revisar Platão; visitar Avebury, Silbury e a Catedral de Coventry; passar muito tempo com gangues de demolição em locais de remoção de favelas; e ouvir o War Requiem de Britten na íntegra quase todos os dias.

## Reconhecimento e legado

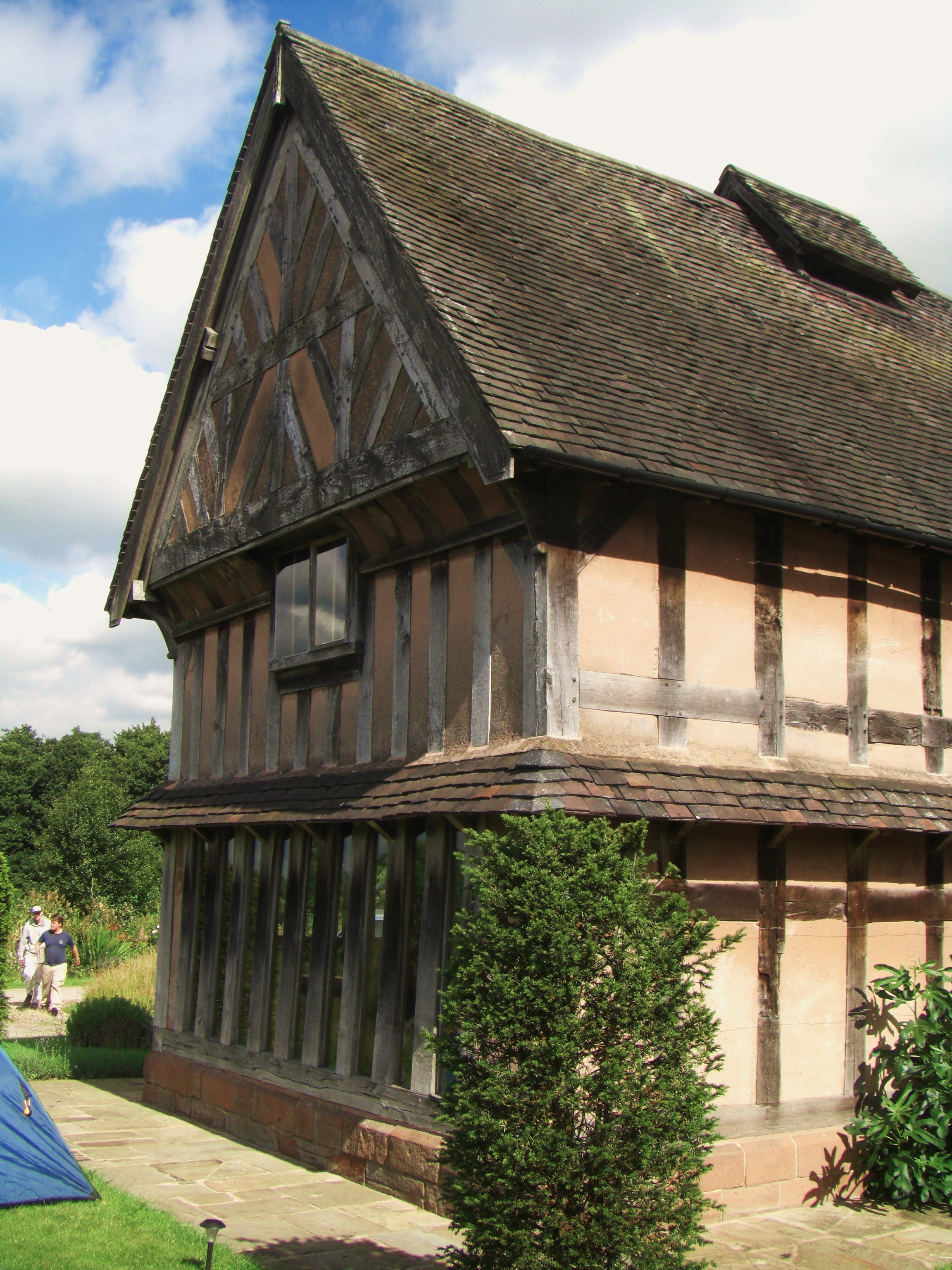
A Medicine House, um edifício moderno que foi transferido para Blackden por Garner.

Em um artigo publicado na Children's Literature Association Quarterly, Maria Nikolajeva caracterizou Garner como “um dos autores mais controversos” da literatura infantil moderna.

Na edição do quinquagésimo aniversário de The Weirdstone of Brisingamen, publicada pela HarperCollins em 2010, vários notáveis fantasistas britânicos elogiaram Garner e sua obra. Susan Cooper escreveu que “o poder e o alcance do talento surpreendente de Alan Garner aumentam a cada livro que ele escreve”, e David Almond o chamou de um dos “maiores escritores” da Grã-Bretanha, cujas obras “realmente importam”. Philip Pullman, autor da trilogia His Dark Materials, foi além:
Garner é indiscutivelmente o grande criador, o mais importante escritor britânico de fantasia desde Tolkien e, em muitos aspectos, melhor do que Tolkien, porque mais profundo e verdadeiro... Qualquer outro país, exceto a Grã-Bretanha, teria reconhecido sua importância há muito tempo e a celebrado com selos postais, estátuas e nomes de ruas. Mas é assim conosco: nossos maiores profetas passam despercebidos pelos políticos e pelos donos de impérios de mídia. Eu o saúdo com o mais sincero respeito e admiração.
Outro escritor britânico de fantasia, Neil Gaiman, afirmou que “a ficção de Garner é algo especial”, pois é “inteligente e desafiadora, baseada no aqui e no agora, em que lugares ingleses reais emergem das sombras do folclore e em que as pessoas se veem caminhando, vivendo e lutando para abrir caminho através dos sonhos e padrões do mito”. Nick Lake, diretor editorial da HarperCollins Children's Books, também elogiou Garner, declarando que "Garner é, simplesmente, um dos maiores e mais influentes escritores que este país já produziu". Emma Donoghue lembra-se de ter lido Red Shift quando era adolescente: “Parecia-se com outros livro de Garner que eu havia lido: uma fantasia infantil. Mas Red Shift, com seus amantes adolescentes que brigam apaixonadamente e mergulhos vertiginosos no buraco de minhoca do tempo, me abalou profundamente toda vez que o li, e ainda o faz... Garner torna o passado numinoso, assustadoramente real: tudo, menos passado."

### Prêmios
O Prêmio Hans Christian Andersen, conferido pelo International Board on Books for Young People, é o maior reconhecimento disponível para um escritor ou ilustrador de livros infantis. Garner foi o segundo colocado no prêmio de escrita em 1978.
Garner foi nomeado Oficial da Ordem do Império Britânico (OBE) por serviços prestados à literatura na lista de Honras de Ano Novo de 2001. Recebeu o Prêmio Karl Edward Wagner da British Fantasy Society em 2003 e o World Fantasy Award for Life Achievement em 2012. Em janeiro de 2011, a Universidade de Warwick concedeu-lhe o título de Doutor em Letras (honoris causa). Na ocasião, concedeu uma entrevista de meia hora sobre seu trabalho. Também recebeu doutorados honorários da Universidade de Salford (2011) e da Universidade de Huddersfield (2012).
Ele foi reconhecido várias vezes por trabalhos específicos.
- The Owl Service (1967) ganhou a Carnegie Medal[48] e o Guardian Children's Fiction Prize.[49] No 70º aniversário da Carnegie, em 2007, foi nomeada uma das dez principais obras ganhadoras da medalha, selecionada por um grupo de avaliadores para compor a cédula de votação para uma eleição pública da obra favorita de todos os tempos.[50]

- The Weirdstone of Brisingamen (1960) foi nomeado para a lista do Lewis Carroll Shelf Award pela Escola de Educação da Universidade de Wisconsin-Madison em 1970, indicando que “pertence à mesma prateleira” do clássico de 1865 Alice no País das Maravilhas e sua sequência.

- The Stone Book (1976), o primeiro da série Stone Book,[51] ganhou o Phoenix Award de 1996 como o melhor livro infantil em língua inglesa que não ganhou um prêmio importante quando foi publicado originalmente vinte anos antes.[52]

- O filme Images, de 1981, ganhou o First Prize no Festival Internacional de Cinema de Chicago.[53]

- Treacle Walker foi selecionado para o Booker Prize de 2022, tornando Garner o escritor mais velho indicado na época.[54]

## Televisão, rádio e outras adaptações
- The Weirdstone of Brisingamen virou uma série de drama de 6 partes de 30 minutos, criada por Nan Macdonald para o Home Service da BBC, transmitida em novembro de 1963.[55]

- Elidor foi lido em partes por John Stride para o programa Jackanory da BBC em junho de 1968.

- The Owl Service (1969), uma série de TV britânica transmitida pela Granada Television, baseada no romance homônimo de Garner.

- Uma segunda adaptação de Elidor foi lida na BBC Radio 4 em julho de 1972.

- Red Shift (BBC, transmitida em 17 de janeiro de 1978); dirigida por John Mackenzie; parte da série Play for Today da BBC.

- To Kill a King (1980), parte da série de peças da BBC sobre temas sobrenaturais, Leap in the Dark: uma história atmosférica sobre um escritor que supera a depressão e o bloqueio do escritor. O lar do herói parece ser a própria casa de Garner.

- The Keeper (ITV, transmitido em 13 de junho de 1983), um episódio da série infantil Dramarama, da ITV: Spooky series.

- Garner e Don Webb adaptaram Elidor como uma série de televisão infantil da BBC exibida em 1995, composta por seis episódios de meia hora, estrelada por Damian Zuk como Roland e Suzanne Shaw como Helen.[56][57]

- The Owl Service foi adaptado para o palco em 2004 pelo The Drum Theatre em Plymouth.

- Elidor foi dramatizado como uma peça radiofônica em quatro partes por Don Webb, transmitida na BBC Radio 4 Extra em 2011.[58]

## Obras
| - The Weirdstone of Brisingamen, 1960 - The Moon of Gomrath, 1963 - Elidor, 1965 - The Owl Service, 1967 - Red Shift, 1973 - Strandloper, 1996 - Thursbitch, 2003 - Boneland, 2012 - Treacle Walker, 2021 | - The Hamish Hamilton Book of Goblins, 1969 - The Guizer: A Book of Fools, 1975 - The Stone Book Quartet, 1979 - The Lad of the Gad, 1980 - Fairytales of Gold, 1980, (Ilustrado por Michael Foreman). - Book of British Fairy Tales, 1984, (Ilustrado por Derek Collard). - A Bag of Moonshine, 1986, (Ilustrado por P. J. Lynch). - Once Upon a Time, 1993 - Collected Folk Tales, 2011 | - Holly from the Bongs: A Nativity Play, 1966 - The Old Man of Mow, 1967 - The Breadhorse, 1975 - Jack and the Beanstalk, 1992, (Ilustrado por Julek Heller). - The Little Red Hen, 1997 - The Well of the Wind, 1998 - Grey Wolf, Prince Jack and the Firebird, 1998 - The Voice That Thunders, 1997 - Where Shall We Run To?, 2018 |